# Ricardo Alexandre dos Santos
Ricardo Alexandre dos Santos (* 24. červen 1976) je bývalý brazilský fotbalista.

## Reprezentační kariéra
Ricardo Alexandre dos Santos odehrál za brazilský národní tým v letech 1996–2001 celkem 3 reprezentační utkání.

## Statistiky
| Brazílie | Brazílie | Brazílie |
| Roky     | Záp.     | Góly     |
| -------- | -------- | -------- |
| 1996     | 1        | 0        |
| 1997     | 0        | 0        |
| 1998     | 0        | 0        |
| 1999     | 0        | 0        |
| 2000     | 1        | 0        |
| 2001     | 1        | 0        |
| Celkem   | 3        | 0        |